# 성직자 (캐릭터 클래스)
성직자, 사제 또는 주교는 던전 & 드래곤 및 기타 판타지 롤플레잉 게임의 캐릭터 역할군이다. 성직자는 주로 회복 역할이지만 열성이나 전쟁과 같은 영역을 선택한 후 싸울 때도 유능하다. 그들은 대개 사제이자 성스러운 전사이며, 원래는 기사 수도회를 본떠 만들거나 영감을 받았다. 성직자는 일반적으로 수도회의 구성원이며, 원래 이 역할은 성기사 클래스에 의해 더 명확하게 취해졌지만, 마법 능력을 가진 성직자 병사를 묘사하기 위해 의도되었다. 대부분의 성직자들은 상처를 치유하고, 아군을 보호하며, 때로는 죽은 자를 부활시키는 능력을 가지고 있다. 일부는 산송장을 소환, 조작, 추방할 수 있다.
로그라이크 비디오 게임 넷핵의 안내서는 성직자를 다음과 같이 설명한다: "사제는 전투적인 성직자이며, 무기, 갑옷, 마법으로 정의의 대의를 전진하는 십자군이다. 기도를 통해 신들과 소통할 수 있는 그들의 능력은 때때로 그들을 위험에서 구출하기도 하지만 동시에 위험에 빠뜨릴 수도 있다."
많은 게임에서 성직자의 공통된 특징은 검이나 단검과 같은 뾰족한 무기를 장비할 수 없으며 대신 철퇴, 전쟁 망치, 방패 또는 지팡이와 같은 둔기를 써야 한다는 것이다. 이것은 바이외의 오도 묘사와 그에 수반되는 문장에 대한 대중적인 (오류이지만) 해석을 기반으로 한다. 성직자들은 일반적으로 마법사만큼 제한되지는 않지만 착용할 수 있는 갑옷 유형이 제한되는 경우가 많다.
성직자와 관련 있는 성기사는 일반적으로 종교 단체와 연계된 전사로, 신성한 대의를 발전시키기 위해 무술을 쓴다.

## 던전 & 드래곤
던전 & 드래곤 롤플레잉 게임에서 성직자는 네 가지 기본 캐릭터 클래스 중 하나이다. 성직자는 전투에 능하고 신성 마법을 쓰는 데 능숙한 다재다능한 인물로, 갑옷의 한계에도 불구하고 제한 없이 쓴다. 이전 판본의 게임에서는 철퇴, 지팡이, 전쟁 망치와 같은 곤봉 무기를 쓰는 것으로 제한되었다. 나중판에서 이 제한은 신의 상징적 무기에 따라 해제되었지만 다른 무술 (단순하지 않은) 무기는 여전히 그들에게 낯설었다. 성직자는 쓸 수 있는 치유 및 치유 주문이 많기 때문에 강력한 치유자이다. 삶과 죽음에 대해 신이 부여한 능력으로 그들은 선한지 악한지에 따라 산송장 생물을 격퇴, 파괴, 책망 또는 제어할 수도 있다.

## 같이 보기
- 성기사 (캐릭터 클래스)
- 힐러 (비디오 게임)